# Uysanus vagans
Uysanus vagans är en insektsart som först beskrevs av Melichar 1902.  Uysanus vagans ingår i släktet Uysanus och familjen Flatidae. Inga underarter finns listade i Catalogue of Life.